# جزیره زیودف
جزیره زیودف  یک جزیره واقع در دریای کاسپین است که در دهانه رودخانه ولگا واقع شده است.
جزیره زیودف طویل است و در امتداد یک شبه‌جزیره ساحلی کوچک از شمال به جنوب کشیده شده است. فاصله‌اش با آن ۳ کیلومتر (۱٫۹ مایل) است. درازای جزیره ۲۳ کیلومتر (۱۴ مایل) و پهنای آن ۵٫۵ کیلومتر (۳٫۴ مایل) است.
از نظر تقسیمات اداری، این جزیره متعلق به استان آستراخان روسیه است.